# Dariusz Dobrowolski (okulista)
Dariusz Dobrowolski – polski okulista, profesor nauk medycznych.

## Życiorys
Absolwent VIII LO w Katowicach (1988-1992). Dyplom lekarski uzyskał w 1999 roku na Śląskiej Akademii Medycznej (od 2007 roku Śląski Uniwersytet Medyczny, ŚUM). Specjalizację w zakresie okulistyki ukończył w Okręgowym Szpitalu Kolejowym w Katowicach w 2007. W tym samym roku uzyskał stopień doktorski na podstawie rozprawy Kliniczne i immunogenetyczne czynniki ryzyka reakcji odrzutu po przeszczepieniu drążącym rogówki (promotorem doktoratu był Edward Wylęgała). Odbył szereg staży zagranicznych, m.in. w Pawii, na Uniwersytecie w Pizie, w Bremie oraz na Uniwersytecie w Erlangen i Norymberdze.
Habilitował się w 2017 roku na podstawie oceny dorobku naukowego i pracy pod tytułem Zastosowanie namnożonego autologicznego nabłonka rogówki w chirurgicznej rekonstrukcji powierzchni oka w nabytej niewydolności rąbkowych komórek macierzystych. Pracuje jako profesor Katedry i Oddziału Klinicznego Okulistyki Śląskiego Uniwersytetu Medycznego, których kierownikiem jest Edward Wylęgała. Od 2009 jest ponadto ordynatorem oddziału okulistycznego w Wojewódzkim Szpitalu Specjalistycznym w Sosnowcu. W 2024 roku otrzymał tytuł naukowy profesora nauk medycznych i nauk o zdrowiu.
W pracy badawczej i klinicznej specjalizuje się głównie w leczeniu zaburzeń powierzchni oka, bioinżynierii tkankowej, technikach obrazowania w okulistyce (m.in. OCT) oraz transplantologii okulistycznej (przeszczepianie rogówki).
Swoje prace publikował w czasopismach krajowych i zagranicznych, m.in. w „The Ocular Surface", „Klinika Oczna", „Experimental Eye Research", „Acta Ophthalmologica" „Graefe's Archive for Clinical and Experimental Ophthalmology" oraz „Current Eye Research". Jest też współautorem opracowań: Optyczna koherentna tomografia. Atlas schorzeń... (2007, wraz z Edwardem Wylęgałą, Sławomirem Teperem i Ewą Wróblewską-Czajką) oraz Choroby rogówki (2014, wraz z Edwardem Wylęgałą i Dorotą Tarnawską).
Jest członkiem m.in. Polskiego Towarzystwa Okulistycznego (oddział śląski), Amerykańskiej Akademii Okulistyki (ang. American Academy of Ophthalmology, AAO), Europejskiego Towarzystwa Chirurgów Zaćmy i Refrakcyjnych (ang. European Society of Cataract and Refractive Surgeons, ESCRS), European Vitreo-Retinal Society (EVRS) oraz European Association for Vision and Eye Research (EVER).